# Zadok the Priest
Zadok the Priest (Händel-Werke-Verzeichnis 258) là một bài quốc ca Anh do George Frideric Handel sáng tác cho lễ đăng quang của George II của Liên hiệp Anh vào năm 1727. Cùng với The King Shall Rejoice, My Heart is Inditing và Let Thy Hand Be Strengthened, Zadok the Priest là một trong những bài hát đăng quang của Handel. Zadok the Priest là một trong những bài hát nổi tiếng nhất của Handel và thường được hát trước mỗi buổi lễ đăng quang của các Quốc vương Anh từ khi nó được sáng tác. Bài hát này cũng được công nhận là một trong những bài hát Anh được yêu thích nhất.